# Douratchka Reka
Douratchka Reka ou Duračka Reka (en macédonien Дурачка Река) est un village du nord-est de la Macédoine du Nord, situé dans la municipalité de Kriva Palanka. Le village comptait 290 habitants en 2002. Le village tient son nom de la Douratchka, la rivière qui le traverse.

## Démographie
Lors du recensement de 2002, le village comptait :
- Macédoniens : 289
- Valaques : 1